# Raoul Illidge Sports Complex
Raoul Illidge Sports Complex – wielofunkcyjny stadion w Philipsburgu, na Sint Maarten - holenderskim terytorium autonomicznym na Karaibach. Stadion może pomieścić 3000 osób. Jest obecnie używany głównie do meczów piłki nożnej i zawodów lekkoatletycznych. Swoje mecze rozgrywają na nim reprezentacji Sint Maarten w piłce nożnej oraz drużyny piłkarskie D&P Connection FC, Haitian United, Jah Rebels, Liberation Stars, Lucian United, Organized Youth, United Warlords i Victory Boys. Ma nawierzchnię trawiastą. Mieści się przy Welgelegen Road.